# Litocheiridae
Litocheiridae is een familie van krabben, behorende tot de superfamilie Goneplacoidea.

## Systematiek
In deze familie worden volgende genera onderscheiden: 
- Georgeoplax Türkay, 1983
- Litocheira Kinahan, 1856

### Uitgestorven
- Gollincarcinus  †  Beschin & De Angeli, 2004
- Lessinioplax  †  Beschin & De Angeli, 2004
- Maingrapsus  †  Tessier, Beschin, Busulini & De Angeli, 1999
- Paracorallicarcinus  †  Tessier, Beschin, Busulini & De Angeli, 1999